# Dubaï Marina
 (mai 2024).

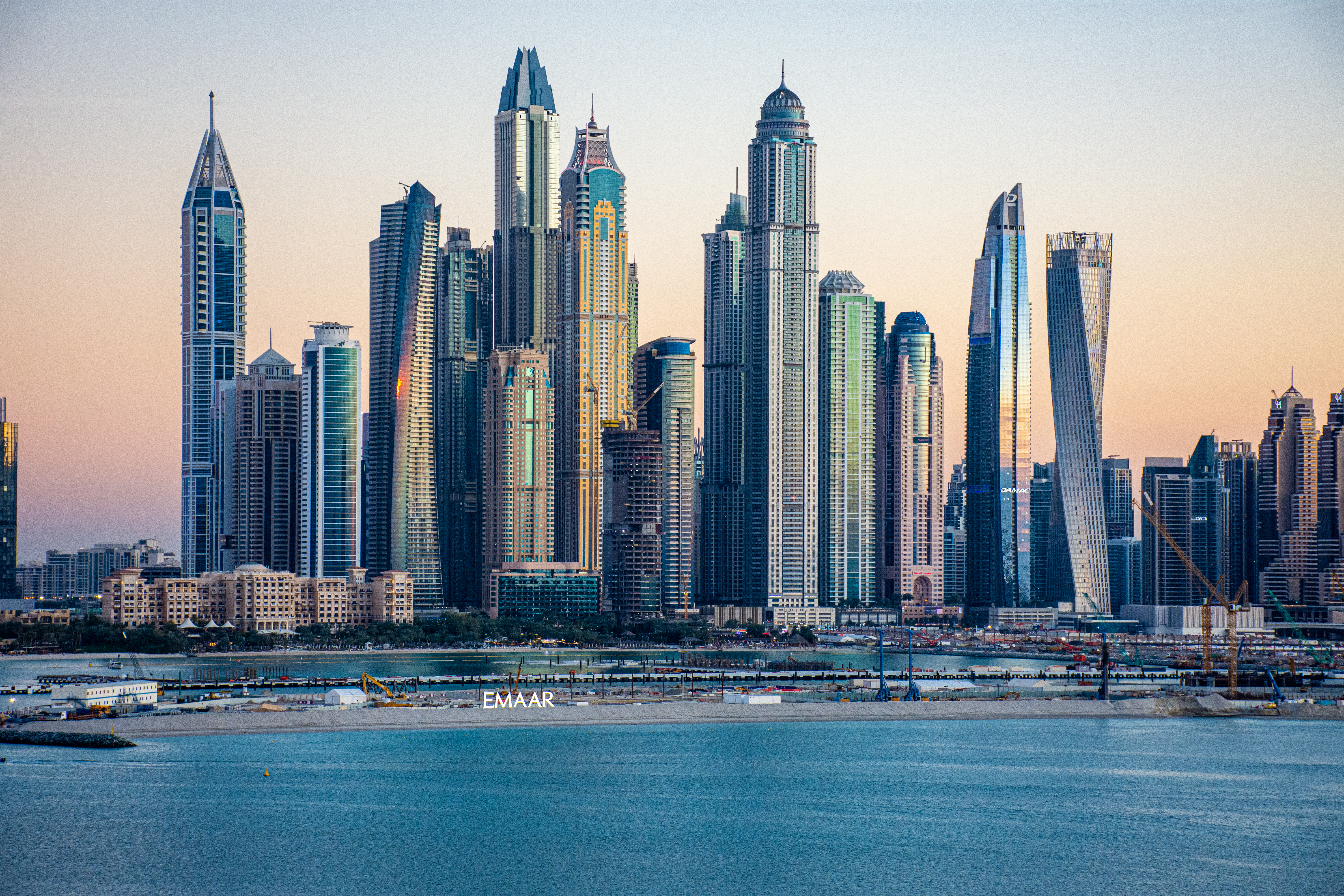
Vue de la Dubaï Marina.

Dubaï Marina est le nom d'un quartier situé au cœur de ce qu'il convient d'appeler le Nouveau Dubaï (New Dubai), dans l'émirat de Dubaï, aux Émirats arabes unis. Il se trouve en front de mer à 30 km au sud-ouest du centre-ville de Dubaï, à proximité de Palm Jumeirah, de la Dubaï Internet City, de la Dubaï Media City et l'American University in Dubaï. Une fois achevée, la Dubaï Marina sera, avec 4,9 km² (490 hectares) de superficie, la plus grande marina du monde, et devrait accueillir 120 000 habitants.
Commencée en 2003, la marina s'articule autour d'un canal d'à peu près 100 mètres de large creusé parallèlement au littoral à environ 600 mètres de celui-ci et relié au golfe Persique par deux coudes situés à chaque extrémité. Ce projet s'est articulé autour de deux phases.
La marina, dont la construction est réalisée par le groupe émirati Emaar Properties, se composera d'environ 200 immeubles et gratte-ciel, parmi lesquels :
- la 106 Tower, 433 m, fin prévue 2019 ;
- La Marina 101, 426 m, 2015 ;
- la Princess Tower, 414 m, 2012 ;
- la 23 Marina, 395 m, 2011 ;
- l'Elite Residence, 380 m, 2012 ;
- la Marina Torch, 348 m, 2011 ;
- la DAMAC Residenze, 335 m, prévue 2018 ;
- l'Ocean Heights, 310 m, 2010 ;
- la Cayan Tower, 306 m, 2013.